# Lou Yun
Lou Yun (chinesisch 樓 雲 / 楼 云, Pinyin Lóu Yún; * 23. Juni 1964 in Hangzhou) ist ein ehemaliger chinesischer Geräteturner.
Er gewann bei den Olympischen Sommerspielen 1984 in Los Angeles die Goldmedaille im Pferdsprung sowie je eine Silbermedaille im Bodenturnen und im Mannschaftsmehrkampf. Vier Jahre später bei den Spielen 1988 in Seoul siegte er erneut im Pferdsprung, im Bodenturnen belegte er den dritten Platz. Er wurde damit der erste Sportler seines Heimatlandes, der bei zwei aufeinanderfolgenden Spielen Olympiasieger wurde.
Bei Weltmeisterschaften errang er mit Erfolgen 1983 im Mannschaftsmehrkampf und am Barren sowie 1987 im Bodenturnen und im Pferdsprung insgesamt vier Titel. Darüber hinaus gewann er bei Weltmeisterschaften 1983 eine Bronzemedaille im Einzelmehrkampf, 1985 eine Silbermedaille im Mannschaftsmehrkampf und im Pferdsprung sowie 1987 ebenfalls eine Silbermedaille im Mannschaftsmehrkampf.
Verschiedene Turnelemente, so ein Handstandüberschlag mit gestrecktem Vorwärtssalto und eineinhalbfacher Drehung im Pferdsprung sowie ein Doppelsalto seitwärts im Bodenturnen, sind nach ihm benannt. Er beendete 1990 seine aktive Laufbahn und zog fünf Jahre später in die Vereinigten Staaten, wo er als Geschäftsmann tätig ist.